# ثاديوس مكارثي
ثاديوس مكارثي (بالإنجليزية: Thaddeus McCarthy)‏ هو قاضي ومحامي نيوزيلندي، ولد في 24 أغسطس 1907، وتوفي في 11 أبريل 2001.